# Miguel de la Torre

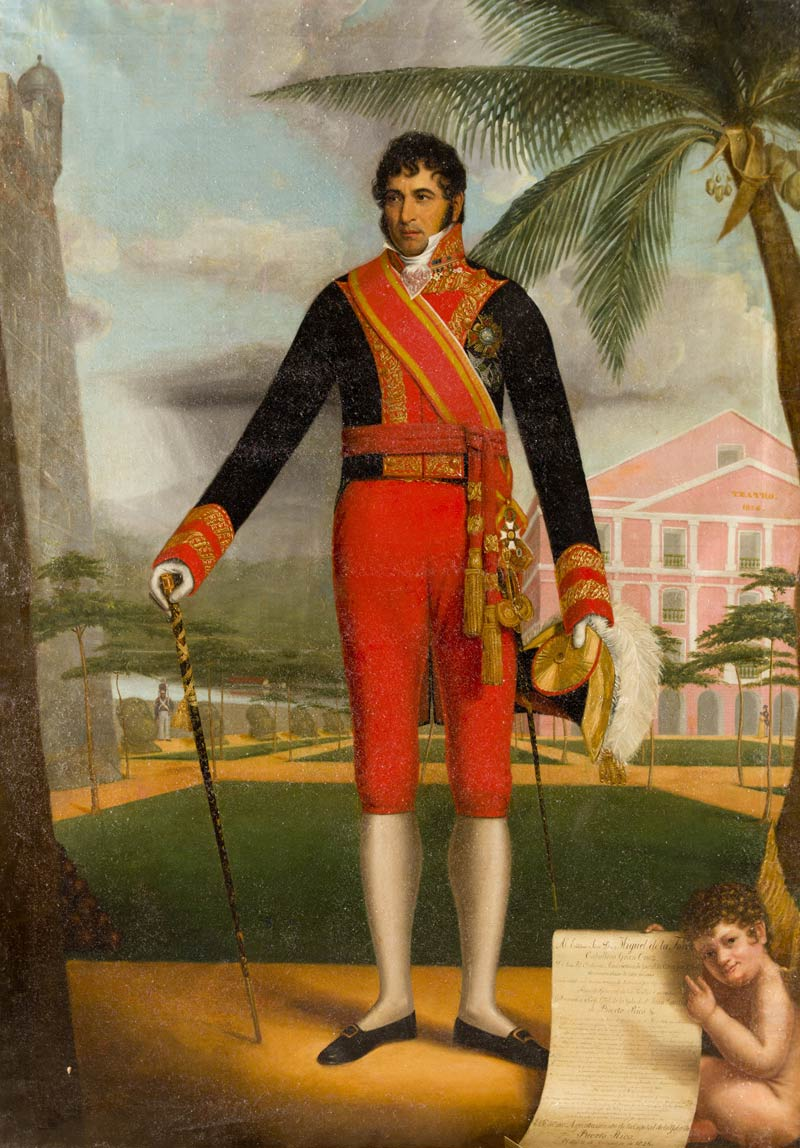
Miguel de la Torre

Miguel de la Torre y Pando, conte di Torrepando (Bernales, 13 dicembre 1786 – Madrid, 1843), è stato un generale spagnolo, governatore e capitano generale che operò in Spagna, Venezuela, Colombia e Porto Rico durante le guerre d'indipendenza ispanoamericana ed oltre.

## Biografia
All'età di 14 anni si unì all'esercito spagnolo come soldato, durante la guerra della Seconda coalizione, distinguendosi in poco tempo e, quattro anni dopo, entrando a far parte della Garde du Corps. Combatté in modo valoroso durante la guerra d'indipendenza spagnola, raggiungendo il grado di colonnello nel 1814. L'anno seguente fu assegnato alla spedizione militare in Venezuela guidata dal generale Pablo Morillo, partecipando anche nel assedio di Cartagena e alla riconquista spagnola della Nuova Granada.
Promosso a brigadiere dopo la sottomissione della Nuova Granada, La Torre guidò un esercito reale nelle llanos colombiane e venezuelane. Qui tentò di difendere Angostura venendo sconfitto da Manuel Piar nell'aprile del 1817, ed in seguito guidò i propri uomini lungo il fiume Orinoco raggiungendo l'oceano Atlantico. Nei successivi tre anni continuò a servire l'esercito spagnolo in Venezuela. In questo periodo sposò una creola, María de la Concepción Vegas y Rodríguez del Toro, appartenente alla potente famiglia Rodríguez del Toro e cugina dell'ultima moglie di Bolívar, Maria Teresa Rodríguez del Toro y Alayza.
Dopo il restauro della Costituzione spagnola del 1812 avvenuta nel 1820, il governo lo nominò governatore (jefe político superior) e capitano generale del Venezuela, incarico che ricoprì fino al 1822. Partecipò ai negoziati tra Bolívar e Morillo ed al successivo incontro a Santa Ana dove i due firmarono un armistizio di sei mesi ed un trattato che regolarizzava le regole di ingaggio. Dopo le dimissioni di Morillo ed il suo abbandono del Venezuela alla fine del 1820, La Torre fu messo anche a capo dell'esercito. In seguito assistette alle perdite sofferte dalle forze reali nella battaglia di Carabobo il 24 giugno 1821, che mise fine al controllo spagnolo del Venezuela. L'anno successivo fu sostituito da Francisco Tomás Morales.
Nel 1822 il governo lo nominò capitano generale di Porto Rico, dove giunse nel dicembre del 1823. L'anno seguente fu nominato anche governatore dell'isola. Assieme al suo intendente, José Domingo Díaz, che ne conosceva il passato in Venezuela, l'obbiettivo principale di La Torre fu la prevenzione di una ribellione sull'isola. Istituì una regola che chiamò "balla, bevi e gioca" (baile, botella y baraja), immaginando che una popolazione divertita non avrebbe pensato alla rivoluzione. Nonostante la prudenza di La Torre manifestata con le tendenze liberali sull'isola, la sua lunga amministrazione fu la chiave per lo sviluppo di produzione di zucchero su larga scala nell'isola, proprio come successe decenni dopo a Cuba. Continuò anche a supportare da Porto Rico la guerriglia fedele al re che operava in Venezuela.
Come governatore e capitano generale vide nel 1836 la restaurazione della Costituzione spagnola del 1812, mentre una nuova costituzione veniva scritta. Fu anche nominato conte di Torrepando per i suoi servizi. L'anno successivo si ritirò dalla vita pubblica tornando a Madrid.